# Alsbach-Hähnlein
Pour les articles homonymes, voir Alsbach.
Alsbach-Hähnlein est une municipalité allemande située dans le land de la Hesse et l'arrondissement de Darmstadt-Dieburg.